# Liste der Tourismusregionen in Bayern
Als Teil des Landesentwicklungsprogramms Bayern (LEP) von 2006 wurde basierend auf den Angaben der vier bayerischen Tourismusverbände (Oberbayern-München, Ostbayern, Franken und Allgäu/Bayerisch-Schwaben) und in Zusammenarbeit mit dem Bayerischen Staatsministerium für Wirtschaft und dem Bayerischen Statistischen Landesamt ganz Bayern in Tourismusgebiete bzw. Tourismusregionen aufgeteilt, deren Aufteilung bzw. Festlegungen zwischenzeitlich, zuletzt 2019, jedoch noch einige Änderungen erfuhren. Anfangs bzw. 2006 unterteilte das LEP zudem die Tourismuswirtschaft noch in Regionen mit erheblichem Urlaubstourismus und Regionen mit geringem Urlaubstourismus. Die Regionen mit erheblichem Urlaubstourismus sollten dabei aufgrund ihres Wertes für die Tourismusindustrie besonderen Schutz hinsichtlich des Ausbaus von Verkehrswegen oder produzierendem Gewerbe genießen. Mit Inkrafttreten des neuen Landesentwicklungsprogrammes von 2013 wurde die Unterscheidung hinsichtlich des Tourismusaufkommens jedoch wieder abgeschafft.
Vornehmliches Ziel dieser Aufteilung bestehender Gebietskörperschaften wie Landkreise und Gemeinden in Tourismusgebiete ist es, sie im Einzelnen oder als Verbund durch die von ihnen beauftragten und z. T. neu geschaffenen regionalen Tourismusverbände zu bewerben und hierfür ggf. auch Synergieeffekte nutzen zu können.
Die Bezeichnungen der 36 Tourismusregionen innerhalb der 18 Regionalen Planungsverbände Bayerns greifen schon lange bestehende Bezeichnungen für naturräumliche Regionen wie z. B. den Frankenwald auf oder überlappen sich wie die Tourismusregion Naturpark Altmühltal mit den Tourismusregionen Bayerischer Jura und Bayerisch-Schwaben. In Oberbayern sind es neben der Landeshauptstadt München noch sieben Landkreise, die zumeist unter zugkräftigen Bezeichnungen wie z. B. Alpenregion Tegernsee Schliersee für den Landkreis Miesbach werben oder unter ähnlichen Bezeichnungen als Verbünde von mehreren Landkreisen oder Gemeinden als eine Tourismusregion auftreten.

## Regionen

### Franken
Siehe hierzu auch die Angaben unter Tourismusverband Franken, der die Tourismusgebiete in der Region auf seiner Website mit z. T. anderen Bezeichnungen als die Karte des Bayerischen Landesamts für Statistik bewirbt.
- Naturpark Altmühltal
- Fichtelgebirge
- Fränkische Schweiz
- Fränkisches Seenland
- Fränkisches Weinland
- Nürnberger Land
- Bayerisches Vogtland
- Frankenwald
- Haßberge
- Obermain-Jura
- Coburg Rennsteig (Landkreis inkl. Stadt Coburg)
- Rhön
- Romantisches Franken – vom Naturpark Frankenhöhe zur Romantischen Straße
- Spessart-Mainland
- Städteregion Nürnberg
- Steigerwald

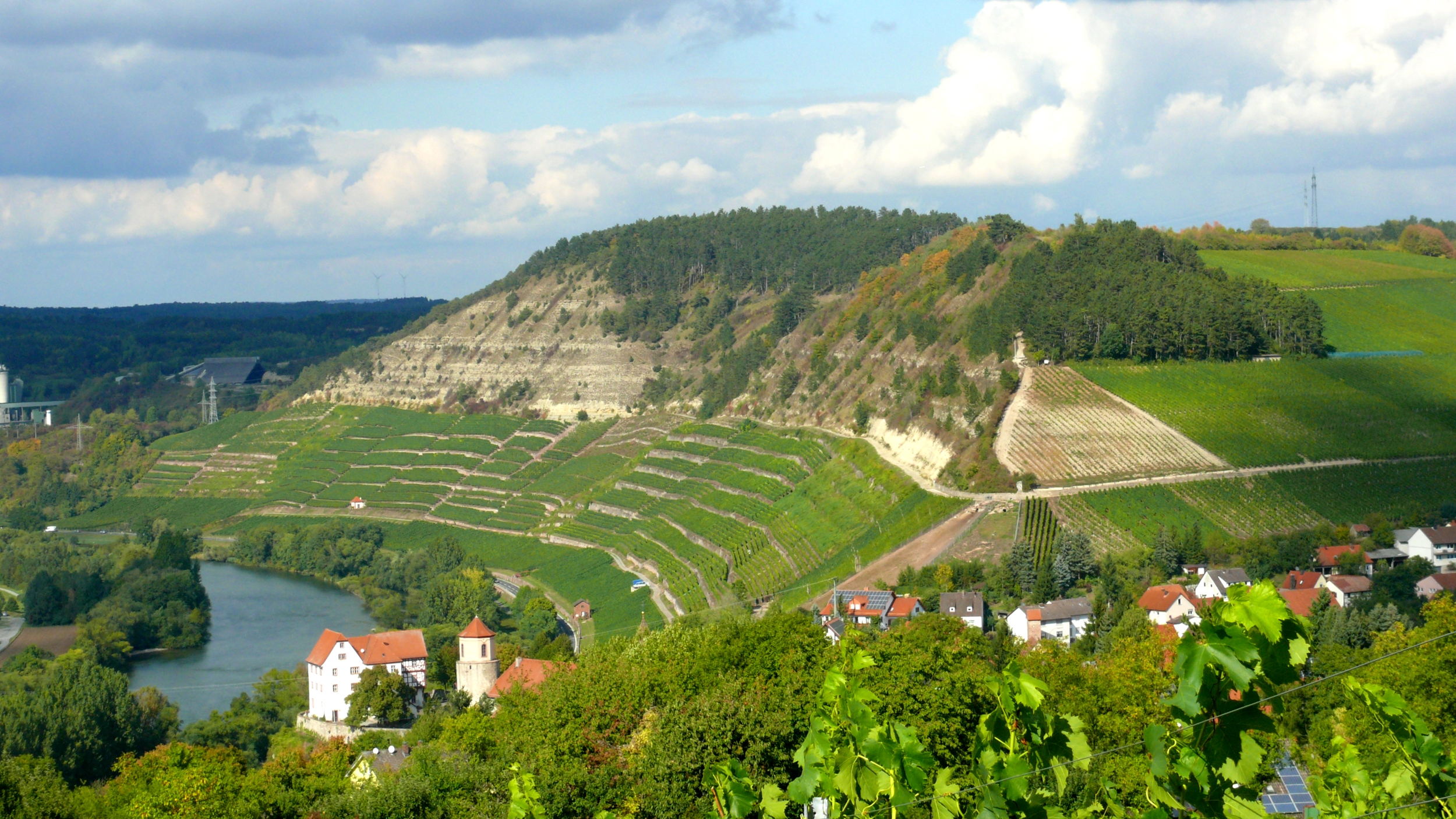
Fränkisches Weinland
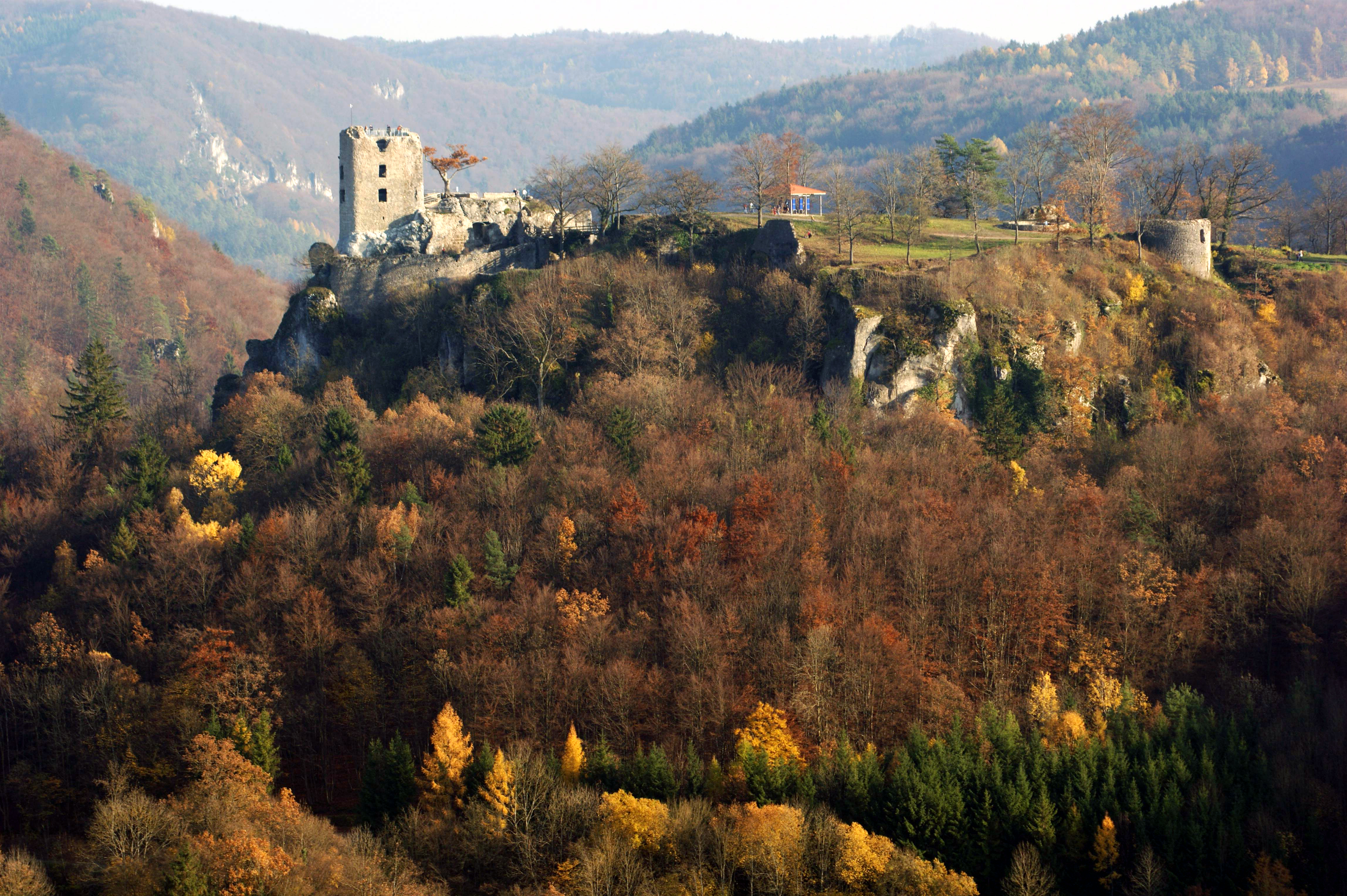
Fränkische Schweiz
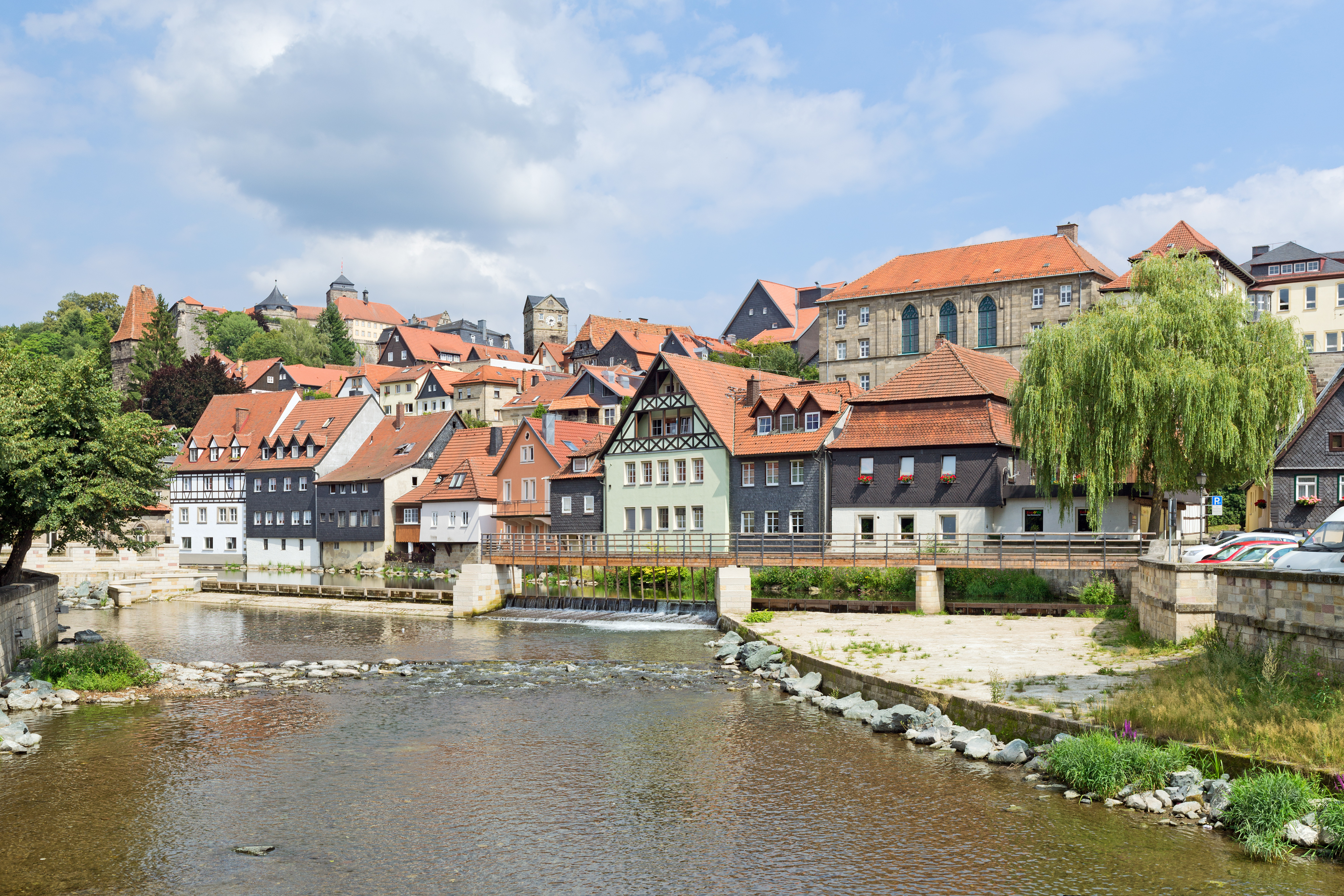
Kronach im Frankenwald
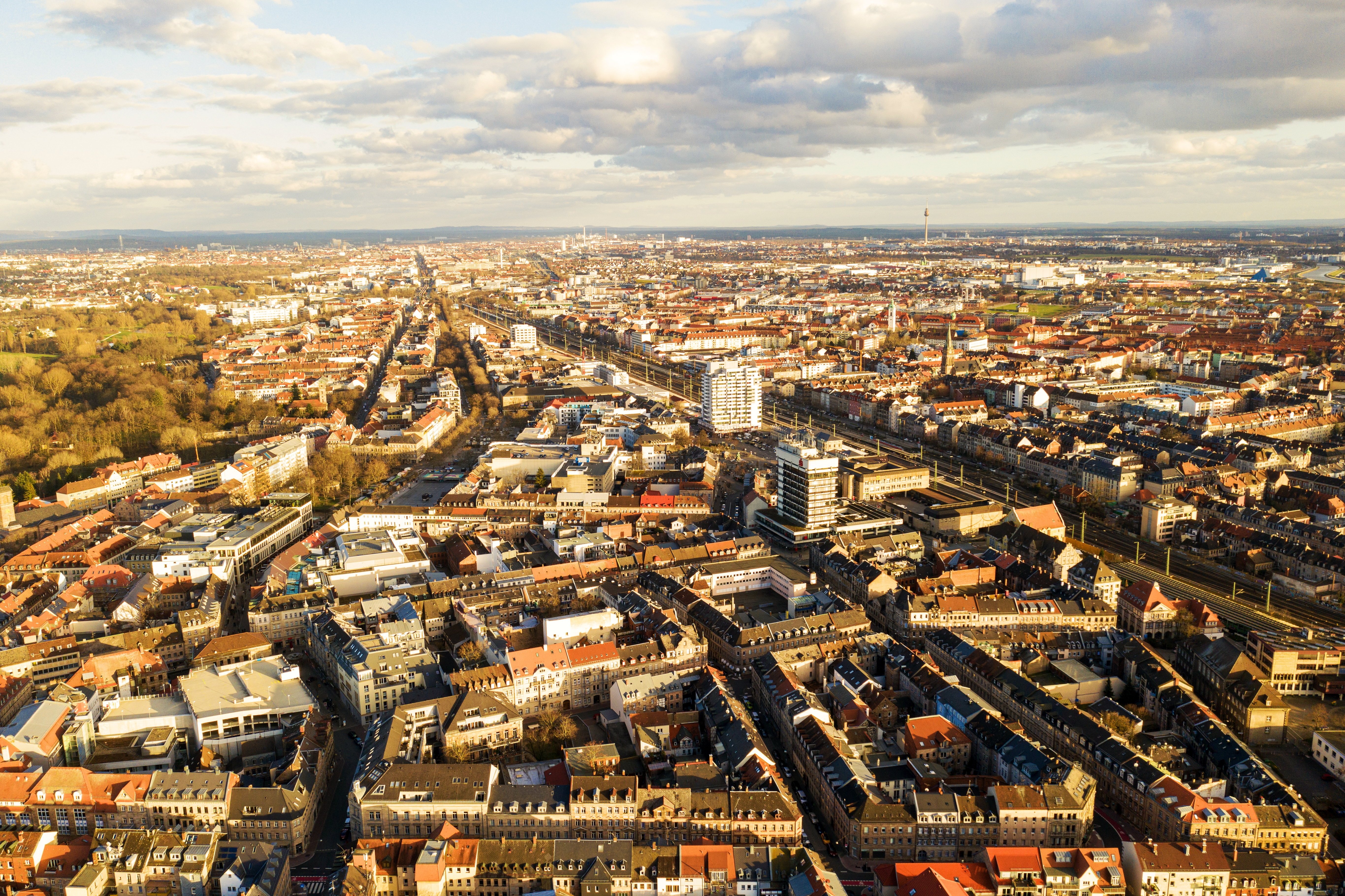
Städteregion Nürnberg – Blick von Fürth nach Nürnberg
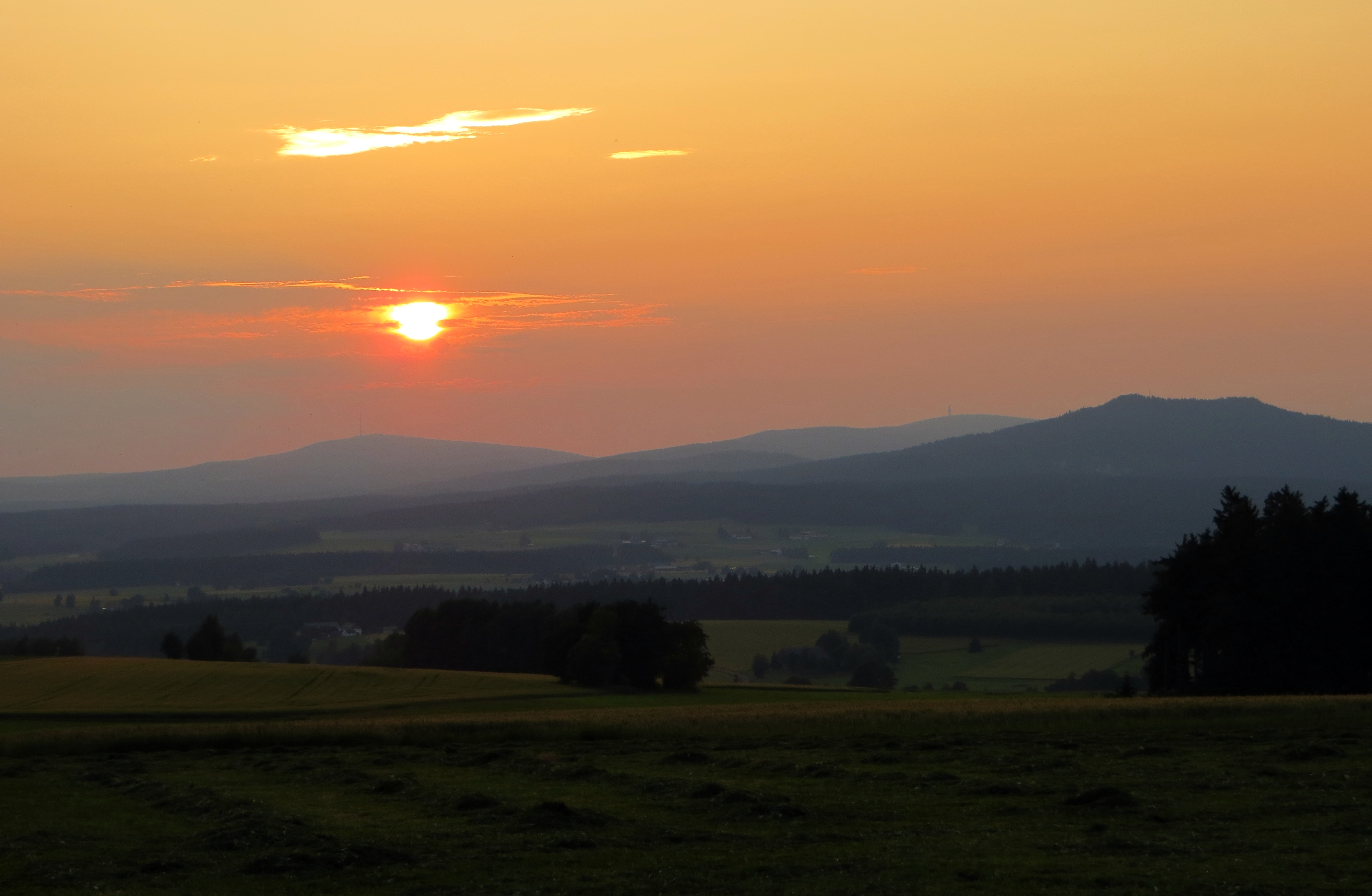
Blick auf das Fichtelgebirge

### Ostbayern
Siehe hierzu auch die Angaben unter Tourismusverband Ostbayern, der im Gegensatz zur Karte des Bayerischen Landesamts für Statistik auf seiner Website Regensburg nicht als eigenes Tourismusgebiet bewirbt.
- Bayerischer Jura
- Bayerischer Wald
- Oberpfälzer Wald
- Bayerisches Golf- und Thermenland
- Regensburg

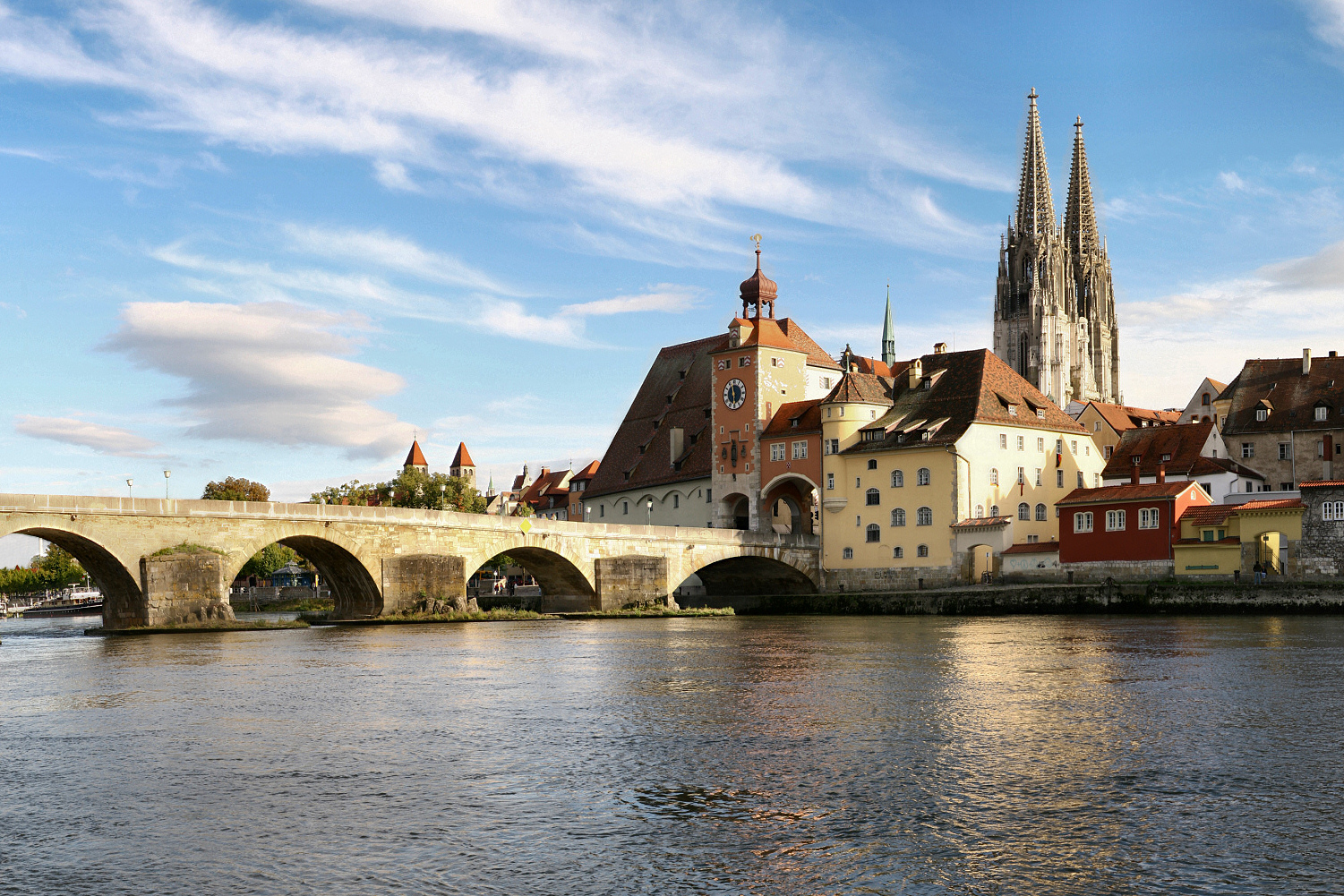
Altstadt von Regensburg
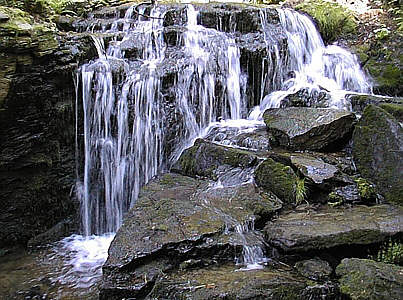
Der Muglbach-Wasserfall im Norden des Oberpfälzer Waldes
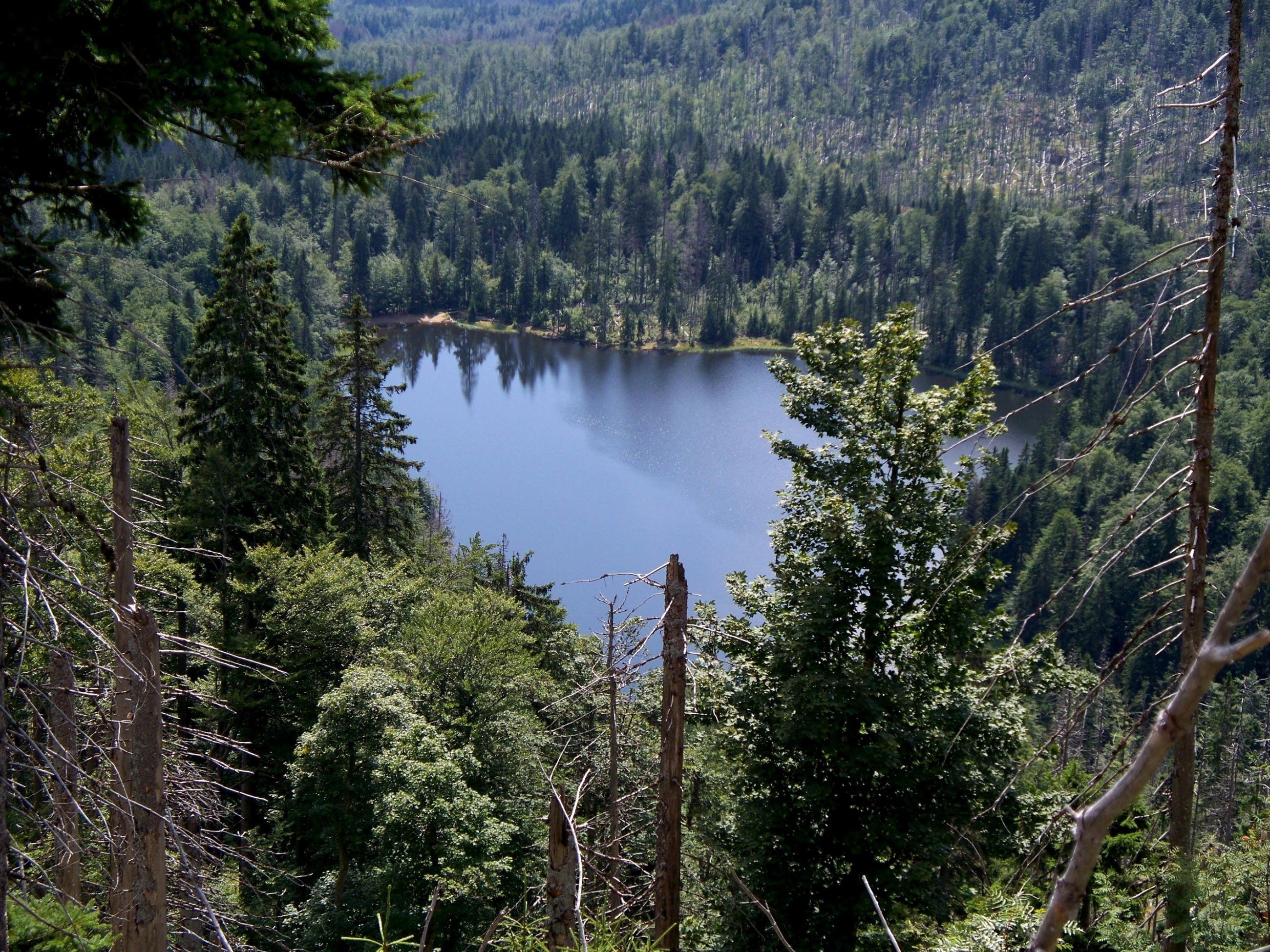
Rachelsee

### Allgäu/Bayerisch-Schwaben
- Allgäu
- Bayerisch-Schwaben

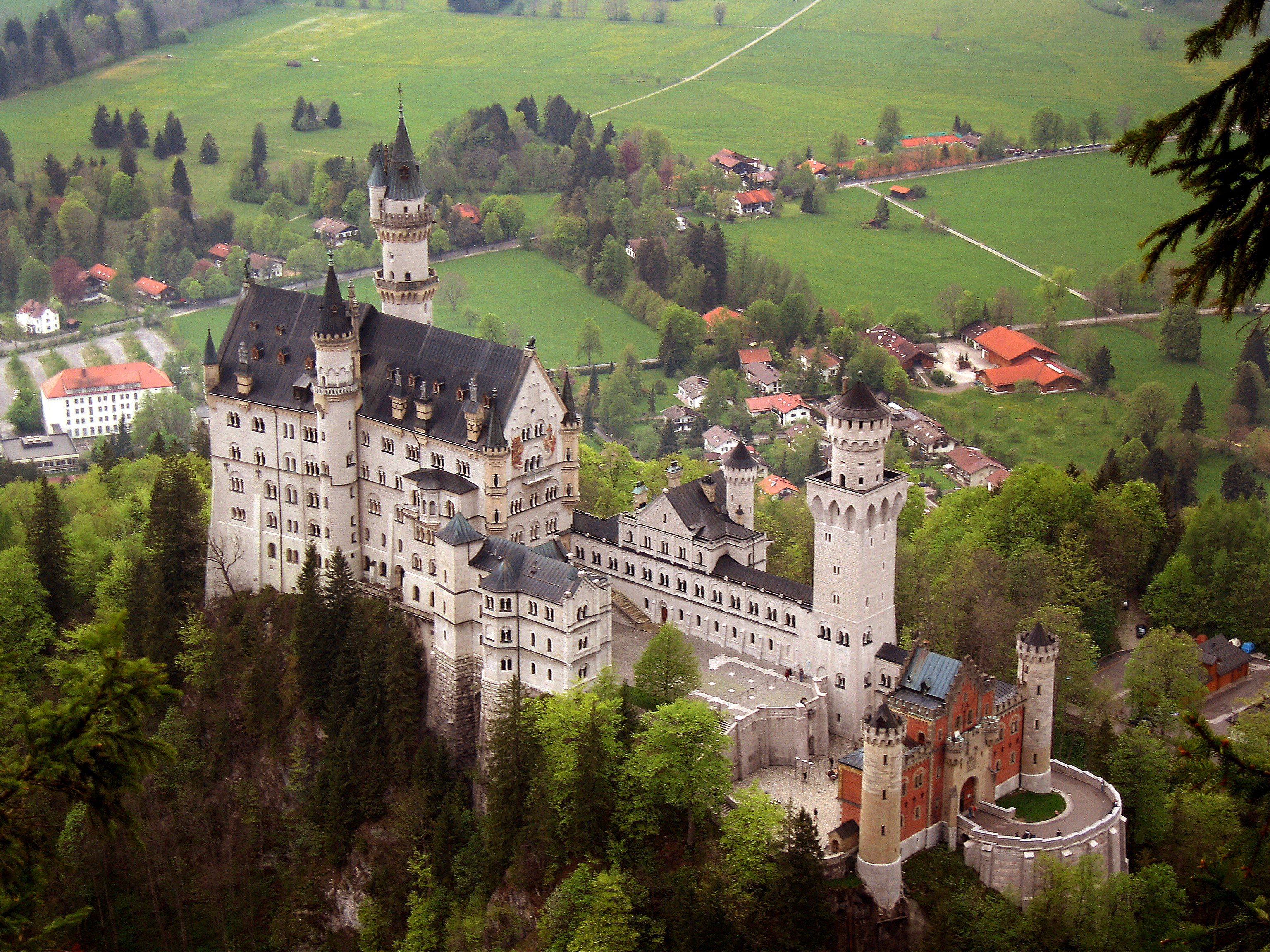
Schloss Neuschwanstein
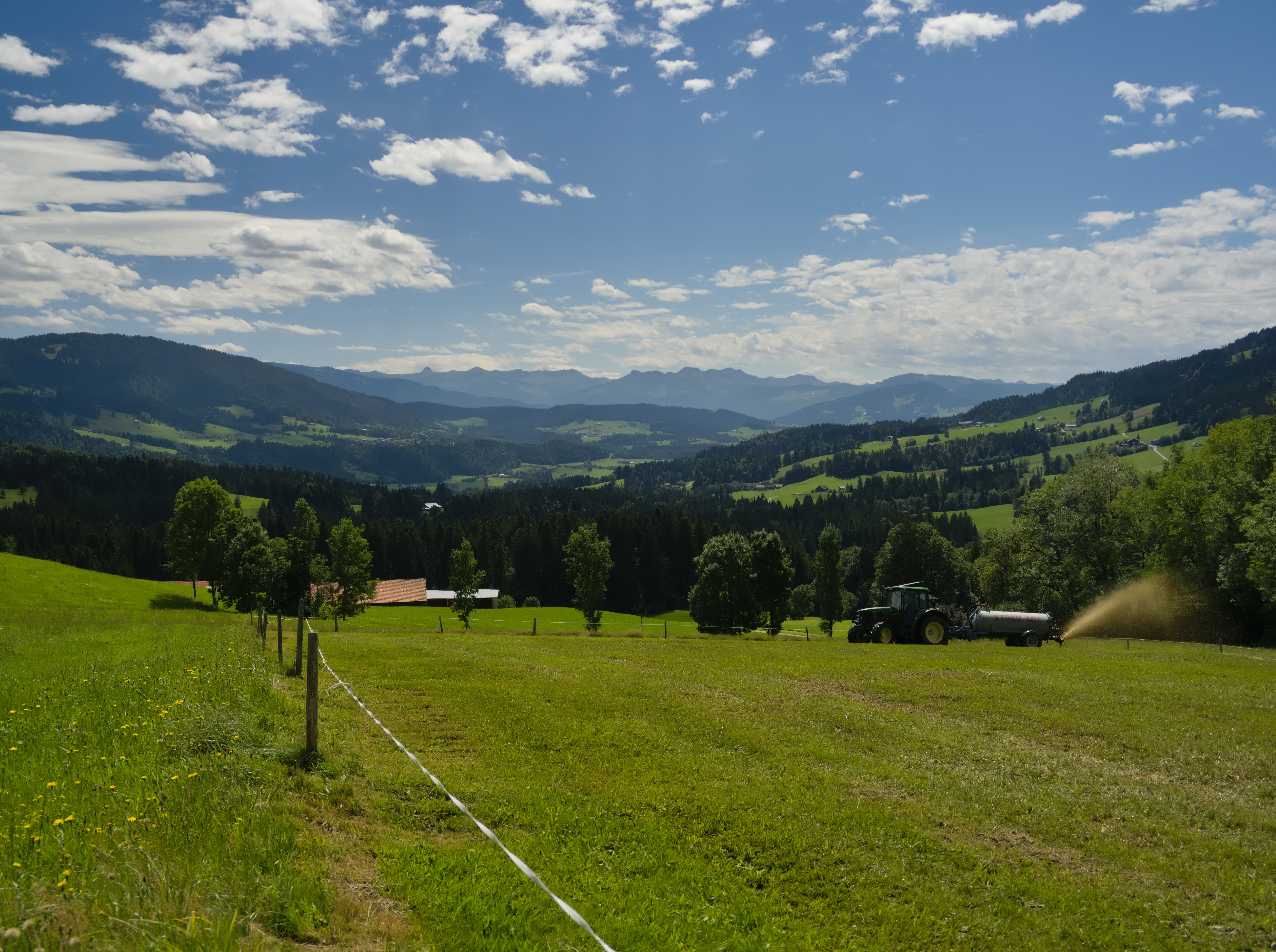
Allgäuer Voralpenlandschaft in der Nähe von Oberstaufen.

### München-Oberbayern
In Oberbayern wird mit der Tourismusregion Landeshauptstadt München die Stadt München beworben und sechs zum Teil anders bezeichnete Tourismusregionen entsprechen den in Klammern genannten Landkreisen; alle anderen hier aufgelisteten Tourismusregionen bezeichnen Verbünde von Landkreisen oder/und Gemeinden, in zwei Fällen ergänzt um eine Stadt (→ siehe auch Abschnitt: Zuordnung der oberbayerischen Tourismusregionen in Tourismus Oberbayern München):
- Alpenregion Tegernsee Schliersee (Landkreis Miesbach)
- Ammersee-Lech
- Berchtesgadener Land (Landkreis Berchtesgadener Land)
- Chiemsee-Alpenland (Landkreis und Stadt Rosenheim)
- Chiemsee-Chiemgau (Landkreis Traunstein)
- Inn-Salzach
- Ebersberger Grünes Land (Landkreis Ebersberg)
- Landeshauptstadt München (München)
- Münchner Umland
- Oberbayerns Städte
- Pfaffenwinkel
- Starnberg Ammersee
- Tölzer Land (Landkreis Bad Tölz-Wolfratshausen)
- Zugspitz-Region

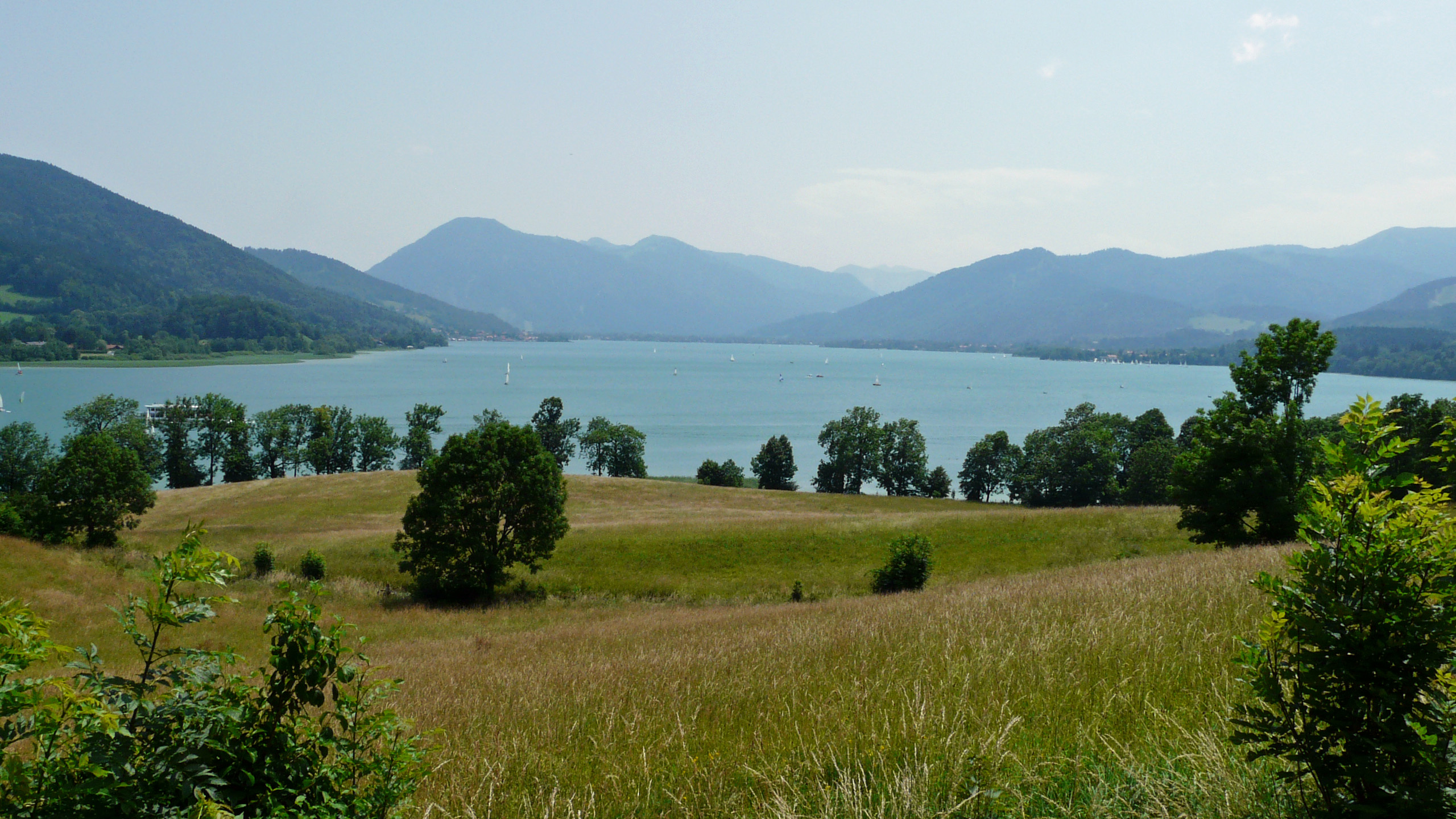
Tegernsee von Norden
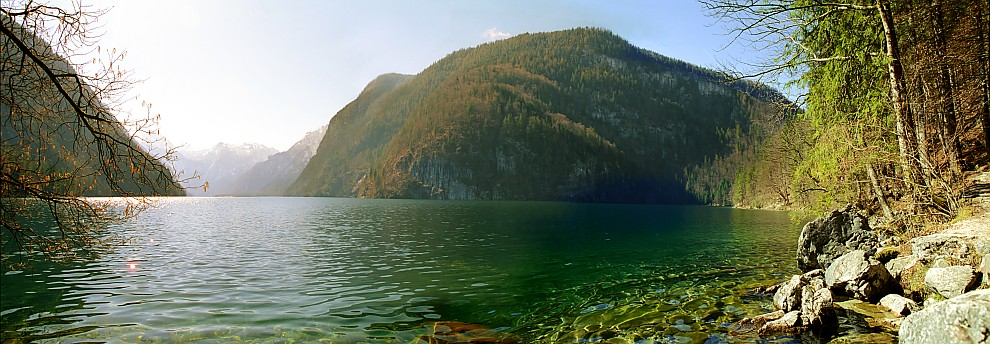
Königssee im Berchtesgadener Land
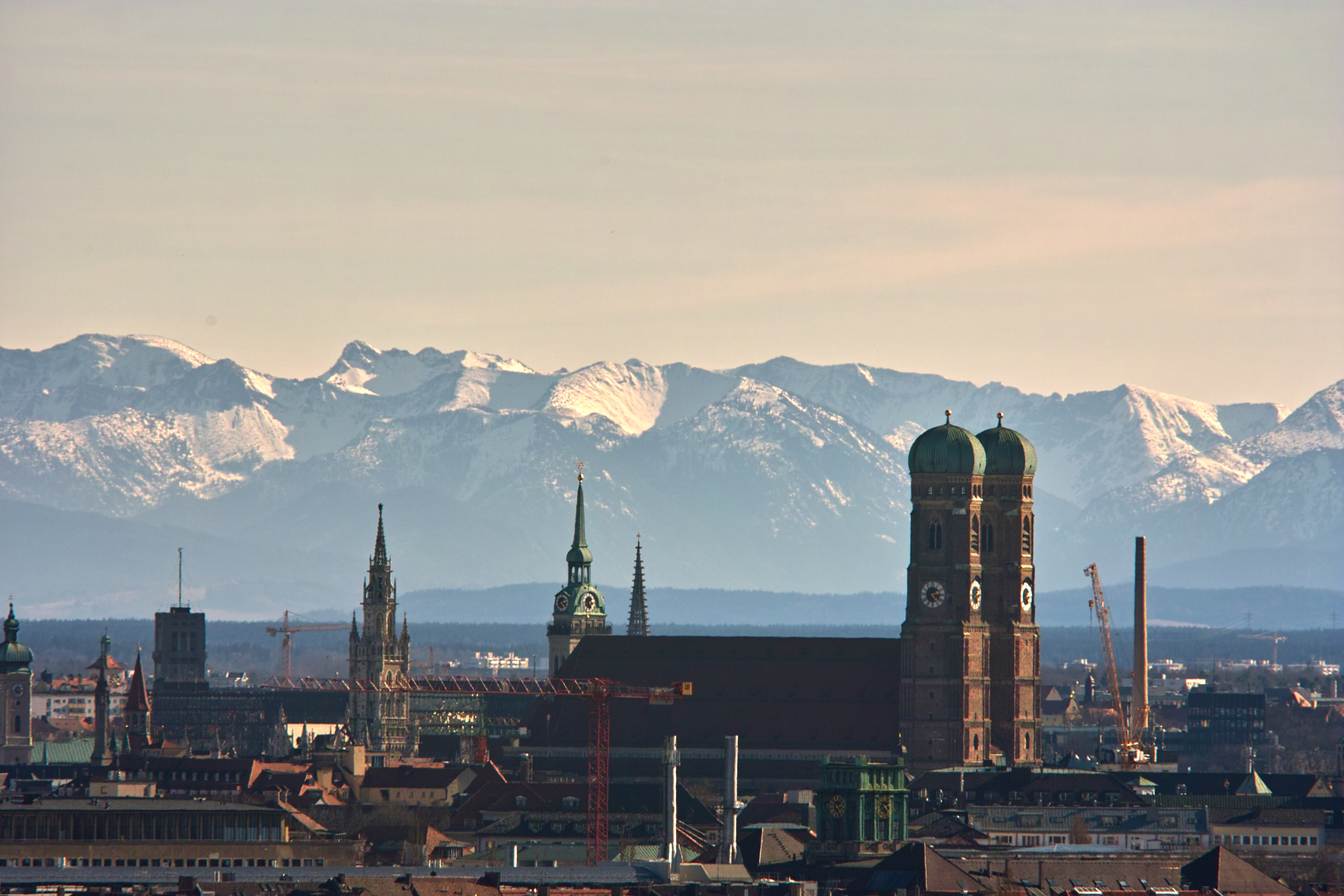
Blick auf die Alpenkulisse südlich von München
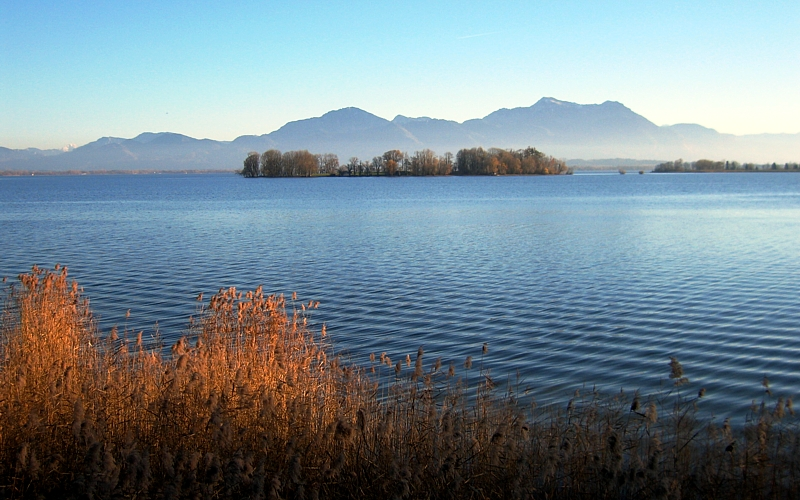
Chiemsee

## Statistik
| Tourismusgebiet                   | Anzahl Gemeinden | Ankünfte Gesamt | Übernachtungen |
| --------------------------------- | ---------------- | --------------- | -------------- |
| Coburg-Rennsteig                  | 18               | 0155.947        | 0459.020       |
| Fichtelgebirge                    | 53               | 0561.752        | 01.334.584     |
| Frankenwald                       | 45               | 0245.019        | 0776.480       |
| Fränkische Schweiz                | 68               | 0446.4200       | 01.022.414     |
| Fränkisches Seenland              | 45               | 0346.734        | 01.060.409     |
| Fränkisches Weinland              | 111              | 1.384.273       | 02.423.172     |
| Haßberge                          | 35               | 0142.927        | 0332.194       |
| Naturpark Altmühltal              | 51               | 0745.984        | 01.469.970     |
| Nürnberger Land                   | 37               | 0241.485        | 0486.016       |
| Obermain-Jura                     | 17               | 0202.874        | 0664.582       |
| Rhön                              | 53               | 0625.756        | 02.870.810     |
| Romantisches Franken              | 68               | 0798.965        | 01.468.264     |
| Spessart-Mainland                 | 93               | 0697.103        | 01.342.273     |
| Städetregion Nürnberg             | 4                | 2.295.440       | 04.162.336     |
| Steigerwald                       | 86               | 0892.199        | 01.950.341     |
| Bayerischer Jura                  | 66               | 0514.745        | 01.082.794     |
| Bayerischer Wald                  | 156              | 1.882.991       | 07.240.598     |
| Oberpfälzer Wald                  | 97               | 0382.096        | 01.041.687     |
| Bayerisches Golf- und Thermenland | 159              | 1.239.740       | 05.793.897     |
| Allgäu                            | 147              | 3.797.091       | 12.916.537     |
| Bayerisch-Schwaben                | 193              | 1.818.149       | 03.332.632     |
| Alpenregion Tegernsee Schliersee  | 17               | 0720.637        | 02.271.816     |
| Ammersee-Lech                     | 31               | 0113.124        | 0267.378       |
| Berchtesgadener Land              | 15               | 0743.689        | 02.888.290     |
| Chiemsee-Alpenland                | 47               | 0899.496        | 02.679.776     |
| Inn-Salzach                       | 55               | 0212.422        | 0464.972       |
| Ebersberger Grünes Land           | 21               | 0214.513        | 0445.152       |
| Landeshauptstadt München          | 1                | 7.763.333       | 15.663.728     |
| Münchner Umland                   | 119              | 3.008.347       | 05.186.677     |
| Oberbayerns Städte                | 38               | 0528.911        | 0938.011       |
| Pfaffenwinkel                     | 34               | 0167.484        | 0573.763       |
| Starnberg Ammersee                | 14               | 0284.381        | 0707.238       |
| Tölzer Land                       | 21               | 0387.686        | 01.200.979     |
| Zugspitz-Region                   | 22               | 1.117.129       | 03.334.812     |
| Ostbayerische Städte              | 6                | 1.216.970       | 02.181.539     |
| Chiemgau                          | 35               | 0702.682        | 02.814.088     |
| Hopfenland Hallertau              | 24               | 0350.359        | 0954.833       |

Quelle: